# Travni pedic
Travni pedic (znanstveno ime Chlorissa cloraria) je metulj iz družine pedicev, ki je razširjen tudi v Sloveniji.

## Opis in biologija
Razpon kril odraslih metuljev znaša med 18 in 20 mm. Metulji se pojavljajo med majem in junijem.
Gosenice so polifagi in se med junijem in septembrom hranijo na različnih listnatih drevesih, grmih in nizkih rastlinah.